# Passignano sul Trasimeno
Passignano sul Trasimeno est une commune italienne d'environ 5 700 habitants, située au Nord-Est du lac Trasimène, province de Pérouse, dans la région Ombrie, en Italie centrale.

## Administration
| Période                                  | Période | Identité | Étiquette | Qualité |
| ---------------------------------------- | ------- | -------- | --------- | ------- |
|                                          |         |          |           |         |
| Les données manquantes sont à compléter. |         |          |           |         |

### Hameaux
Castel Rigone, Col Piccione, Oliveto, Pischiello, San Donato, San Vito, Trecine

### Communes limitrophes
Castiglione del Lago, Lisciano Niccone, Magione, Tuoro sul Trasimeno, Umbertide